# Châtel-de-Neuvre
Pour les articles homonymes, voir Chatel.
Châtel-de-Neuvre est une commune française, située dans le département de l'Allier en région Auvergne-Rhône-Alpes.
Ses habitants, au nombre de 557 au recensement de 2022, sont appelés les Casteldeneuvrois et les Casteldeneuvroises ou bien les Casteldeneuvriens et les Casteldeneuvriennes.

## Géographie
Situé sur la route départementale 2009 (ancienne route nationale 9), entre Moulins, à 18 km au nord, et Saint-Pourçain-sur-Sioule, à 12 km au sud, le village de Châtel-de-Neuvre domine la rive gauche de l'Allier.

### Communes limitrophes
Ses communes limitrophes sont :
| Bresnay  | Chemilly           | Bessay-sur-Allier (quadripoint) |
|          | Châtel-de-Neuvre   | La Ferté-Hauterive              |
| Meillard | Monétay-sur-Allier |                                 |

### Climat
Pour des articles plus généraux, voir Climat d'Auvergne-Rhône-Alpes et Climat de l'Allier.
En 2010, le climat de la commune est de type climat océanique dégradé des plaines du Centre et du Nord, selon une étude du CNRS s'appuyant sur une série de données couvrant la période 1971-2000. En 2020, Météo-France publie une typologie des climats de la France métropolitaine dans laquelle la commune est exposée à un climat océanique altéré et est dans la région climatique Centre et contreforts nord du Massif Central, caractérisée par un air sec en été et un bon ensoleillement.
Pour la période 1971-2000, la température annuelle moyenne est de 11,2 °C, avec une amplitude thermique annuelle de 15,8 °C. Le cumul annuel moyen de précipitations est de 762 mm, avec 11,1 jours de précipitations en janvier et 7,2 jours en juillet. Pour la période 1991-2020, la température moyenne annuelle observée sur la station météorologique de Météo-France la plus proche, sur la commune de Louchy-Montfand à 12 km à vol d'oiseau, est de 11,9 °C et le cumul annuel moyen de précipitations est de 740,6 mm,. Pour l'avenir, les paramètres climatiques de la commune estimés pour 2050 selon différents scénarios d'émission de gaz à effet de serre sont consultables sur un site dédié publié par Météo-France en novembre 2022.

## Urbanisme

### Typologie
Au 1er janvier 2024, Châtel-de-Neuvre est catégorisée commune rurale à habitat dispersé, selon la nouvelle grille communale de densité à 7 niveaux définie par l'Insee en 2022.
Elle est située hors unité urbaine. Par ailleurs la commune fait partie de l'aire d'attraction de Moulins, dont elle est une commune de la couronne,. Cette aire, qui regroupe 64 communes, est catégorisée dans les aires de 50 000 à moins de 200 000 habitants,.

### Occupation des sols

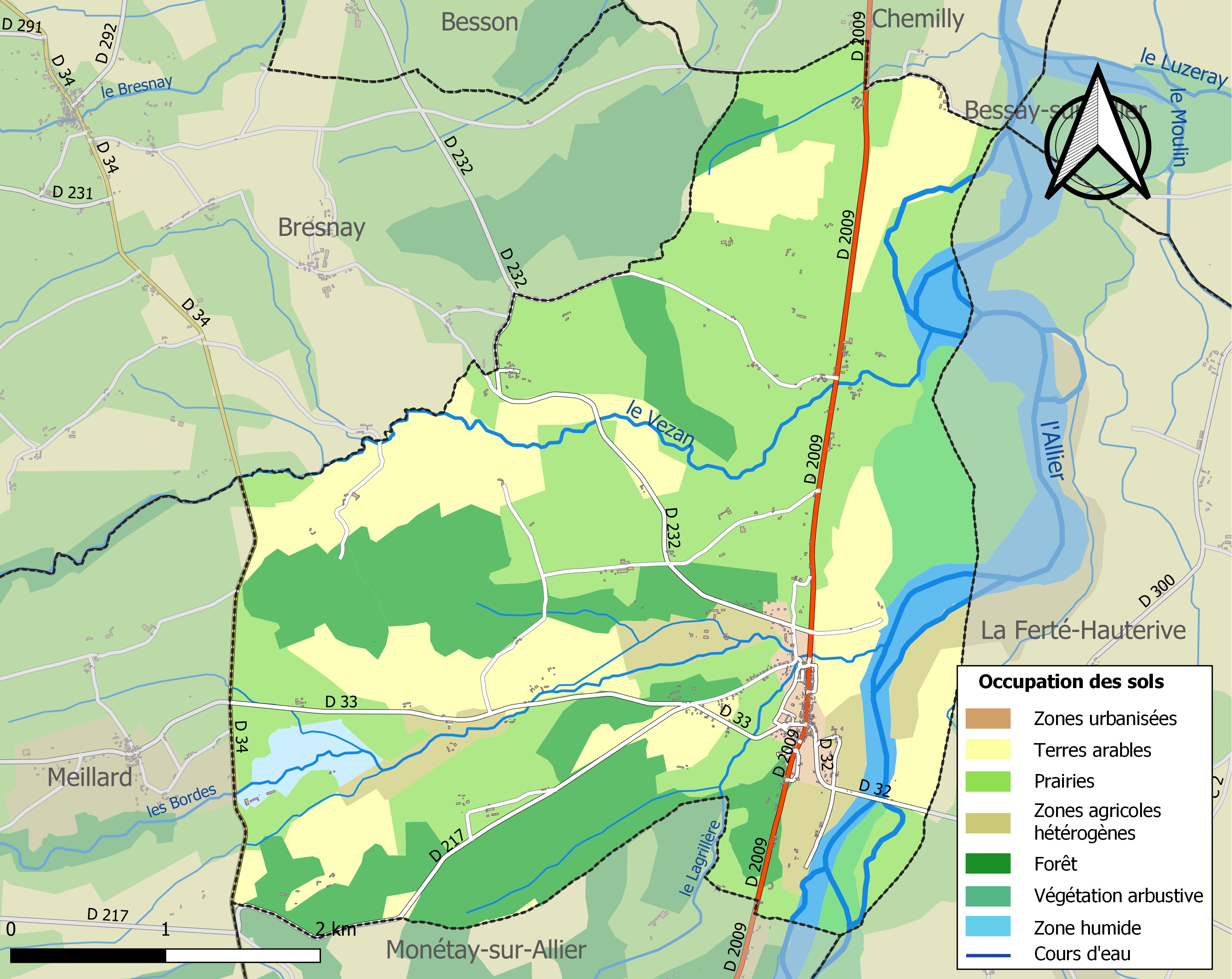
Carte des infrastructures et de l'occupation des sols de la commune en 2018 (CLC).

L'occupation des sols de la commune, telle qu'elle ressort de la base de données européenne d’occupation biophysique des sols Corine Land Cover (CLC), est marquée par l'importance des territoires agricoles (68,2 % en 2018), en diminution par rapport à 1990 (72,5 %). La répartition détaillée en 2018 est la suivante : prairies (39,4 %), terres arables (21,3 %), forêts (20,8 %), zones agricoles hétérogènes (5,4 %), milieux à végétation arbustive et/ou herbacée (4,2 %), eaux continentales (3,9 %), cultures permanentes (2 %), zones urbanisées (1,6 %), zones humides intérieures (1,4 %).
L'IGN met par ailleurs à disposition un outil en ligne permettant de comparer l’évolution dans le temps de l’occupation des sols de la commune (ou de territoires à des échelles différentes). Plusieurs époques sont accessibles sous forme de cartes ou photos aériennes : la carte de Cassini (XVIIIe siècle), la carte d'état-major (1820-1866) et la période actuelle (1950 à aujourd'hui).

## Histoire
Au Xe siècle est attestée une viguerie dont le village actuel tire son nom (vicaria Denobrensis, pagus Donobrensis) ; Aymar ou Adhémar de Bourbon, le premier membre connu de la première maison de Bourbon, en est viguier pour le compte du duc Guillaume Ier d'Aquitaine.
La commune porta, au cours de la période révolutionnaire de la Convention nationale (1792-1795), le nom de Montagne-sur-Allier.

## Politique et administration

### Découpage territorial
La commune de Châtel-de-Neuvre est membre de la communauté de communes du Bocage Bourbonnais, un établissement public de coopération intercommunale (EPCI) à fiscalité propre créé le 1er janvier 2017 dont le siège est à Bourbon-l'Archambault. Ce dernier est par ailleurs membre d'autres groupements intercommunaux.
Sur le plan administratif, elle est rattachée à l'arrondissement de Moulins, au département de l'Allier, en tant que circonscription administrative de l'État, et à la région Auvergne-Rhône-Alpes. Avant le redécoupage cantonal, la commune faisait partie du canton du Montet.
Sur le plan électoral, elle dépend du canton de Souvigny pour l'élection des conseillers départementaux, depuis le redécoupage cantonal de 2014 entré en vigueur en 2015, et de la première circonscription de l'Allier pour les élections législatives, depuis le dernier découpage électoral de 2010 (troisième circonscription avant 2010).

### Élections municipales et communautaires

#### Élections de 2020
Le conseil municipal de Châtel-de-Neuvre, commune de moins de 1 000 habitants, est élu au scrutin majoritaire plurinominal à deux tours avec candidatures isolées ou groupées et possibilité de panachage. Compte tenu de la population communale, le nombre de sièges à pourvoir lors des élections municipales de 2020 est de 15. Sur les seize candidats en lice, quinze sont élus dès le premier tour, le 15 mars 2020, avec un taux de participation de 55,85 %.

#### Liste des maires
| Période                                  | Période                       | Identité             | Étiquette | Qualité                          |
| ---------------------------------------- | ----------------------------- | -------------------- | --------- | -------------------------------- |
| Les données manquantes sont à compléter. |                               |                      |           |                                  |
| juin 1995                                | mars 2014                     | Bernard Michel       |           |                                  |
| mars 2014                                | 31 décembre 2023 (démission)  | Jacques Ferrandon    | DVG       | Retraité de la fonction publique |
| janvier 2024                             | En cours (au 26 juillet 2024) | Philippe Faulconnier |           |                                  |

## Équipements et services publics

### Enseignement
Châtel-de-Neuvre dépend de l'académie de Clermont-Ferrand. Elle gère une école élémentaire publique.
Hors dérogations à la carte scolaire, les collégiens et les lycéens poursuivent leur scolarité à Saint-Pourçain-sur-Sioule,.

## Population et société

### Démographie
Les habitants de la commune sont appelés les Casteldeneuvrois et les Casteldeneuvroises ou bien les Casteldeneuvriens et les Casteldeneuvriennes.
L'évolution du nombre d'habitants est connue à travers les recensements de la population effectués dans la commune depuis 1793. Pour les communes de moins de 10 000 habitants, une enquête de recensement portant sur toute la population est réalisée tous les cinq ans, les populations de référence des années intermédiaires étant quant à elles estimées par interpolation ou extrapolation. Pour la commune, le premier recensement exhaustif entrant dans le cadre du nouveau dispositif a été réalisé en 2007.

En 2022, la commune comptait 557 habitants, en évolution de +1,83 % par rapport à 2016 (Allier : −1,38 %, France hors Mayotte : +2,11 %).
| 1793 | 1800 | 1806 | 1821 | 1831 | 1836 | 1841 | 1846  | 1851  |
| ---- | ---- | ---- | ---- | ---- | ---- | ---- | ----- | ----- |
| 430  | 982  | 616  | 602  | 820  | 867  | 921  | 1 022 | 1 070 |

| 1856  | 1861  | 1866  | 1872  | 1876  | 1881  | 1886  | 1891  | 1896  |
| ----- | ----- | ----- | ----- | ----- | ----- | ----- | ----- | ----- |
| 1 029 | 1 038 | 1 065 | 1 051 | 1 014 | 1 001 | 1 076 | 1 035 | 1 002 |

| 1901 | 1906 | 1911 | 1921 | 1926 | 1931 | 1936 | 1946 | 1954 |
| ---- | ---- | ---- | ---- | ---- | ---- | ---- | ---- | ---- |
| 966  | 956  | 867  | 770  | 739  | 743  | 698  | 647  | 680  |

| 1962 | 1968 | 1975 | 1982 | 1990 | 1999 | 2006 | 2007 | 2012 |
| ---- | ---- | ---- | ---- | ---- | ---- | ---- | ---- | ---- |
| 630  | 600  | 529  | 582  | 512  | 515  | 517  | 517  | 553  |

| 2017 | 2022 | - | - | - | - | - | - | - |
| ---- | ---- | - | - | - | - | - | - | - |
| 542  | 557  | - | - | - | - | - | - | - |

## Économie
L'une des activités de la commune est la viticulture : la commune fait partie du terroir de l'AOC saint-pourçain.

## Culture locale et patrimoine

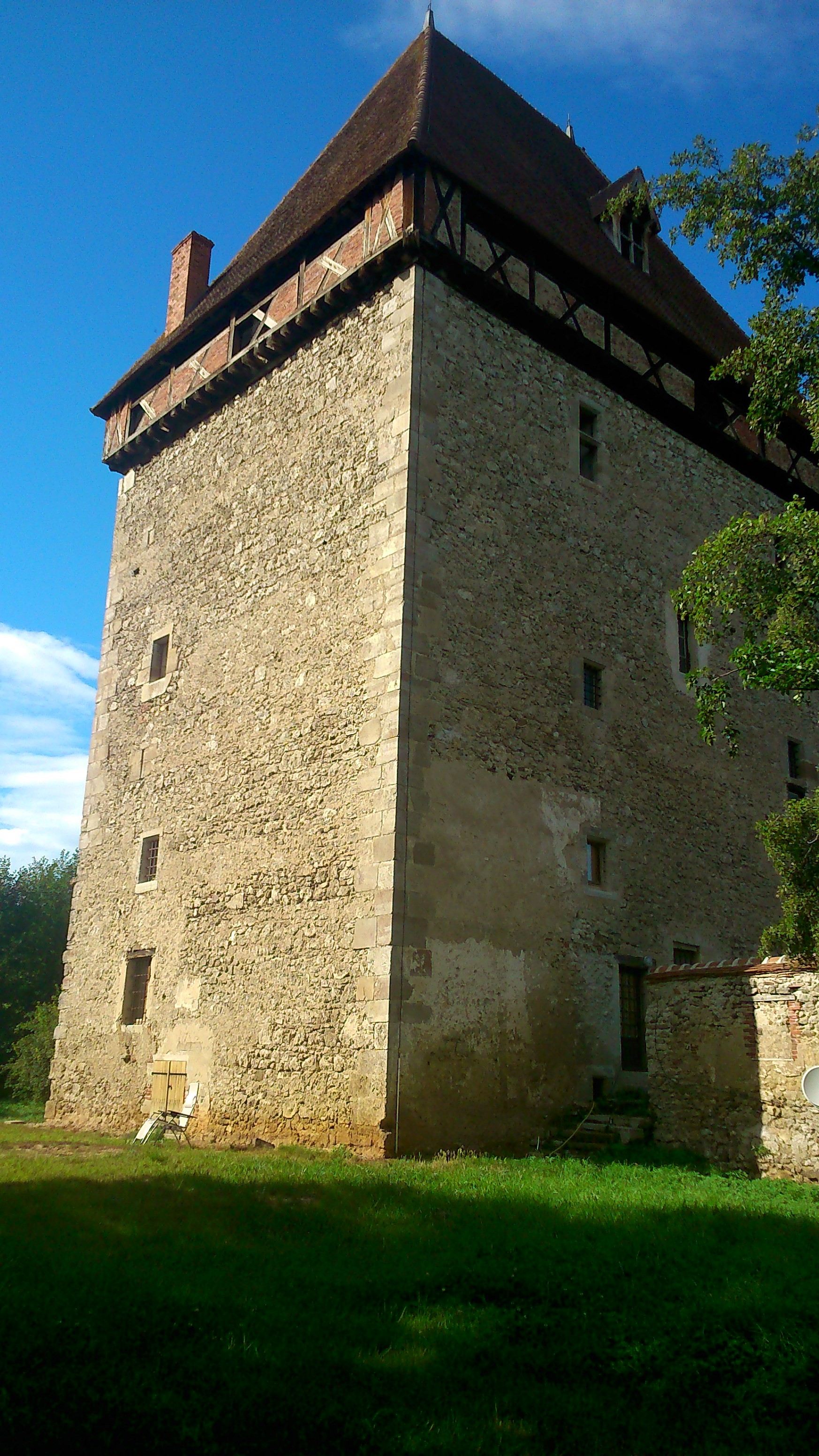
Donjon du château de Moulin-Neuf.

### Lieux et monuments
- l'église Saint-Laurent, datée des XIe et XIIe siècles est une église romane classée Monument historique[29]. Dans la chapelle nord, on trouve une peinture murale du XVe siècle représentant saint Sébastien. Située sur une butte à l'écart du village, elle offre un large point de vue sur les méandres de l'Allier et l'est du département ;
- la tour du Moulin Neuf ;
- le château de Logères ;
- le château de Saint-Laurent ;
- le pont sur l'Allier. Un premier pont, suspendu, est mis en service en 1870. Au début du XXe siècle, il est en si mauvais état que le département décide de le remplacer par un pont de la même série que les ponts construits par Eugène Freyssinet au Veurdre et à Creuzier-le-Vieux (pont Boutiron). Ce pont en béton armé, commencé par Freyssinet en 1914, n'est terminé, du fait de la guerre, qu'en 1923 ; il est dynamité en juin 1940 pour retarder l'avancée des troupes allemandes. Un bac le remplace pendant la guerre. Un pont provisoire est établi après la guerre et ouvre en juin 1947 ; ses neuf travées sont constituées de charpentes métalliques récupérées des pontons de débarquement d'Arromanches ; c'est l'un des quelque 180 « ponts Arromanches » qui furent ainsi construits à travers la France pour remplacer des ponts détruits. En novembre 1976, une pile cède. Il est alors démonté et remplacé par un pont en béton précontraint d'une portée de 188 m, mis en service en 1979[30].

### Personnalités liées à la commune
- Aymar de Bourbon, qui fut viguier de la vicaria Denobrensis.
- Henri Péronneau (1856-1909), député de l'Allier (1898-1909), né à Châtel-de-Neuvre.